# Partia Konstytucyjna
Partia Konstytucyjna (ang. Constitution Party) – amerykańska paleokonserwatywna partia polityczna założona w 1992 jako Amerykańska Partia Podatników (ang. U.S. Taxpayers Party), a w 1999 przyjęła obecną nazwę.

## Program
Partia wyraża zdecydowany sprzeciw wobec aborcji, eutanazji oraz badań na płodach i embrionach, twierdząc, iż pierwszym obowiązkiem prawa jest ochrona niewinnego życia ludzkiego. Nie zgadza się również na małżeństwa jednopłciowe. Kolejnym postulatem jest zwiększenie władzy stanowej kosztem federalnej, z uzasadnieniem że kongres nie powinien regulować polityki stanowej w sprawach: edukacji, opieki medycznej czy innych tego typu ustaleń. Zwolennicy partii bronią również prawa do posiadania broni i samoobrony.
W sprawie ekonomii przejawiają oni poglądy ekonomicznego liberalizmu przez co chcą zniesienia większości podatków federalnych. Sprzeciwiają się również jakimkolwiek formom regulacji cen. Twierdzą także, iż konstytucja USA nie daje rządowi prawa do administracji usługami socjalnymi.
W polityce zewnętrznej partia przejawia poglądy izolacjonistyczne, sprzeciwia się więc wojnie z terroryzmem. Domaga się wystąpienia Stanów Zjednoczonych z NATO na rzecz polityki neutralności.

## Wyniki wyborów

### Wybory prezydenckie
- 1992: Howard Phillips i Albion Knight, Jr. – 42 960 głosów (0,04%)
- 1996: Howard Phillips i Herb Titus – 184 820 głosów (0,19%)
- 2000: Howard Phillips i Dr. J. Curtis Frazier – 98 020 głosów (0,09%)
- 2004: Michael Peroutka i Chuck Baldwin – 144 421 głosów (0,12%)
- 2008: Chuck Baldwin i Darrell Castle – 199 314 głosów (0,15%)
- 2012: Virgil Goode i Jim Clymer – 118 599 głosów (0,09%)
- 2016: Darrell Castle i Scott Bradley - 202 905 głosów (0,15%)
- 2020: Don Blakenship i William Mohr – 60 023 głosów (0,00%)
- 2024: Randall Terry i Stephen Broden